# محمد رضا كاشف الغطاء
محمد رضا بن هادي بن عباس كاشف الغطاء (1893 - 10 يونيو 1947) فقيه جعفري ولغوي وشاعر عراقي. ولد في النجف لعائلة معروفة وهم آل جعفر كاشف الغطاء،‌ ونشأ بها. درس مقدماته على والده ثم على أعلام عصره، حتى نال مرتبة الاجتهاد. قام مقام والده بعد وفاته في إمامة الجماعة في الصحن الحيدري بالعتبة العلوية. له مؤلفات عديدة في موضوعات متنوعة، وكتب في الفقه واللغة، وأهتم أيضًا بالهندسة الإقليدية. وله مكاتبات ومراسلات أدبية. أصيب بالتدرن الرئوي وذهب إلى لبنان للعلاج ولكنه توفي، ودفن في مسقط رأسه.

## سيرته
هو محمد رضا بن هادي بن عباس بن علي بن جعفر كاشف الغطاء، ولد سنة 1310 هـ في النجف وأخذ عن أعلامها، منهم : والده هادي، وأبو الحسن الأصفهاني، وعلي القوجاني، وفتح الله الأصفهاني، ومحمد حسين النائيني، وضياء الدين العراقي وغيرهم حتى برز في الفقه. 

أشترك في المعارضة العراقية ضد الإمبراطورية العثمانية، كما أيّد خلع عبد الحميد الثاني وإعلان الدستور، ولكنه بعد ذلك ترك العمل السياسي منصرفًا إلى شؤون المرجعية والعلمية. كتب الكثير من الدراسات والبحوث الفقهية واللغوية والأدبية، والهندسية أيضًا فحلل الأشكال التي عضرها إقليدس في كتاب «المبادئ». كان لديه مكتبة تضم مخطوطات، وبقيت من بعده عند ولده علي. 

أصيب بالتدرن الرئوي فسافر إلى لبنان للعلاج وهناك بقي مدة حتى وفاته يوم 22 رجب 1366/ 10 يونيو 1947، ودفن في النجف.

## شعره
كان شاعرًا أديبًا له حضور بارز في أدب عصره، وكثيرًا ما نشر شعره بأسماء مستعارة. جاء في معجم البابطين عنه «شاعر، امتزج شعره بقضايا السياسة والدعوة إلى التقدم بقضايا النهوض بالوطن عن طريق مشاركة المرأة في الحياة العامة، ودعوة الشباب إلى العلم، وحثهم على العمل. يميل إلى التأمل الذي يتخذ طابعًا فلسفيًا أحيانًا، ويسعى إلى إسداء النصح واستخلاص الحكم والاعتبار. له شعر في المدح والمناسبات الوطنية. كتب المراسلات الشعرية الإخوانية. تتسم لغته بالطواعية مع قوة في العبارة، وفسحة في الخيال. التزم النهج الخليلي إطارًا في بناء قصائده، مع ميله - أحيانًا- إلى استخذام الرمز.» 

## آثاره
من مؤلفاته:
- رسالة في الفرق بين الضاد والظاء
- الصوت وماهيته
- رسالة في الخط العربي
- الرق في الإسلام
- خمس مقالات في الهندسة
- فصول رائقة في الألفاظ العادية الدارجة
- في الرد على النصارى
- حاشية في كفاية الأصول
- الغيب والشهادة
- حقائق التأويل في متشابه التنزيل
- الشريف الرضي
- فصول رائقة في الأمثال العامية الدارجة في العراق

## وصلات خارجية
- في بوابة الشعراء